# アビクラリン
アビクラリン(Avicularin)は、生理活性を持つフラボノールで、ミチヤナギ、キバナシャクナゲ、マツグミ等の様々な植物から単離されている。
3T3-L1細胞において、CCAAT/エンハンサー結合タンパク質の活性化によるGLUT4を介したグルコースの取込みを抑制し、脂質蓄積を抑制する。